# ハイミー・シャーツァー
ハイミー・シャーツァー（Hymie Shertzer、1909年4月2日 - 1977年3月22日）はアメリカ合衆国のアルトサックス奏者。スウィング・ジャズ時代のビッグバンドで主に活躍した。

## 略歴
1909年、ニューヨーク市に生まれる。本名はハーマン・シャーツァー（Herman Shertzer）。シャーツァーは9歳からバイオリンを、16歳からサックスを学んだ

。1934年、ベニー・グッドマンのオーディションを受けたシャーツァーは、バイオリンとサックスの両方で合格となり、1938年にかけてグッドマンのバンドで演奏。当初はバイオリニストとして参加したが、その後はリードアルトを担当した。1939年にトミー・ドーシーのバンドに引き抜かれてリードを担当。また、同年にはAll Star Band（後にメトロノーム・オールスターズと改名）のアルバム『Blue Lou / The Blues』に2曲のみ参加している。1年でグッドマンのバンドに復帰したのち、1940年代にはバニー・ベリガンのバンドでも活動。ライオネル・ハンプトンやビリー・ホリディ、テディ・ウィルソンなどのレコードセッションにも参加している。
1942年以降はNBCのスタジオミュージシャンとなったが、エラ・フィッツジェラルドやルイ・アームストロングなど著名なアーティストのレコードセッションにも参加。ルビー・ブラフの1955年のアルバム『Holiday in Braff』（ベツレヘムレコード）や、レイ・エバールの1957年のアルバム『Ray Eberle Featuring The Ray Eberle Orchestra』などでも名演を披露した
。また、1955年に制作されたグッドマンの伝記映画『ベニイ・グッドマン物語』にも出演しており、演奏シーンが撮影されている。
1977年3月22日、ニューヨーク市で没した。